# Herrschaft Bartenstein

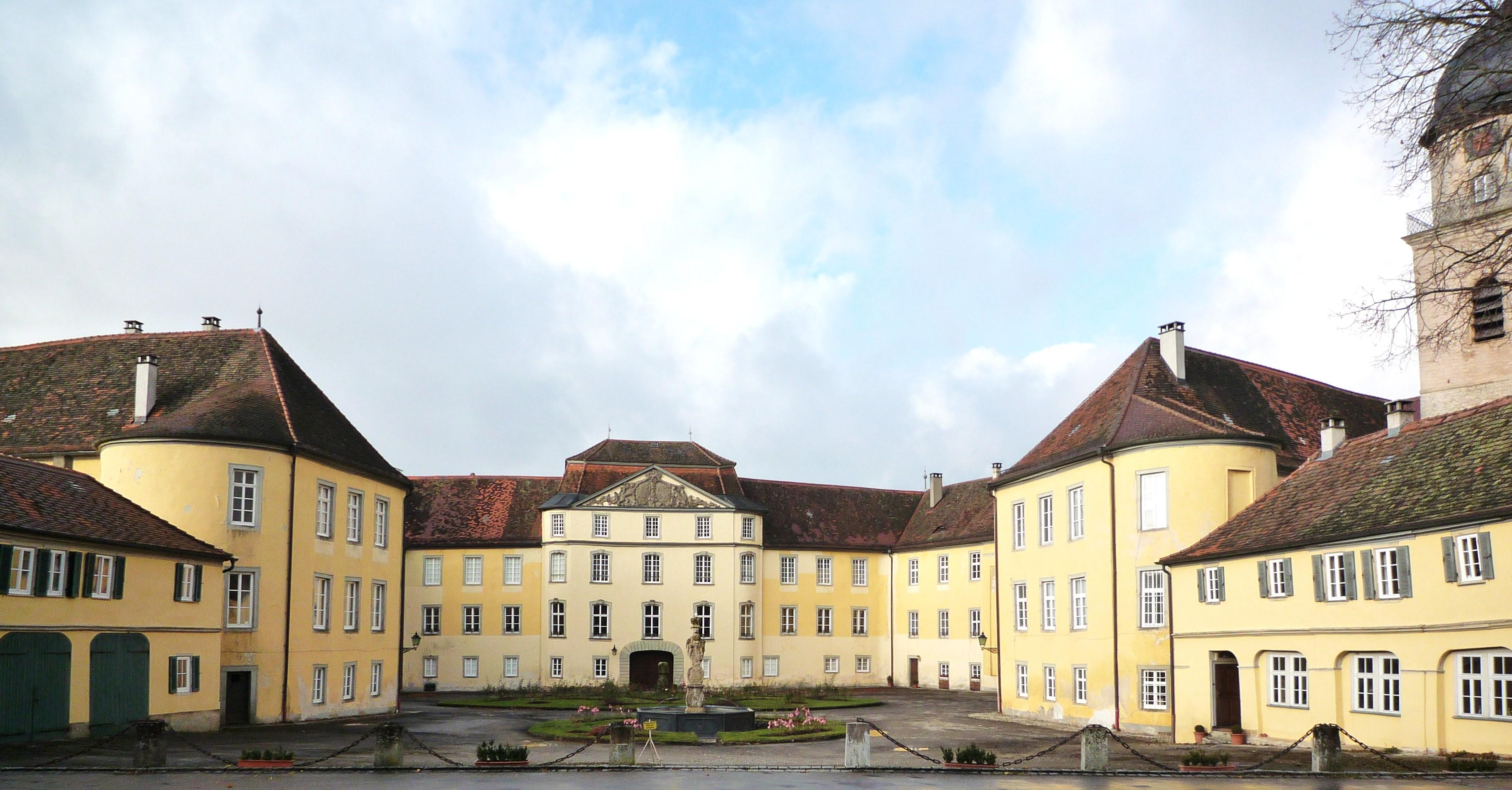
Schloss Bartenstein

Die Herrschaft Bartenstein mit Sitz auf Schloss Bartenstein in Bartenstein, heute ein Stadtteil von Schrozberg im Landkreis Schwäbisch Hall in Baden-Württemberg, gehörte den Rittern von Bartenstein, die zwischen 1247 und 1350 Lehnsmannen des Reiches und des Bischofs von Würzburg waren. Danach gehörte Bartenstein mit allen zugehörigen Rechten den Geschlechtern Seldeneck, Rosenberg und Horneck von Hornberg. 
Zwischen 1438 und 1455 erwarben nach und nach die Grafen von Hohenlohe die Herrschaft. Bartenstein wurde Sitz eines hohenlohischen Amtmanns. Durch hohenlohische Erbteilungen fiel 1533/1555 Bartenstein an die Linie Hohenlohe-Waldenburg und 1688 an die Linie Hohenlohe-Waldenburg-Bartenstein.
Im Zuge der Mediatisierung im Jahr 1806 kam die Herrschaft Bartenstein unter die Landeshoheit von Württemberg.